# Muzeum kočárů v Čechách pod Kosířem
Muzeum historických kočárů se nachází v obci Čechy pod Kosířem v okrese Prostějov v Olomouckém kraji. Zakladatelem a ředitelem muzea je sběratel a restaurátor Václav Obr. Posláním muzea je shromažďování a prezentace sbírek předmětů souvisejících s kočáry, propagace řemeslné práce předků široké veřejnosti a záchrana kulturního dědictví. Součástí muzea je restaurátorská dílna, ve které probíhá oprava a údržba exponátů. Muzeum je využíváno také ke kulturním a společenským akcím.

## Historie
- Počátky zájmu zakladatele muzea o historické kočáry sahají do poloviny 90. let, kdy se jakožto amatér pustil do restaurování prvního kočáru (bryčky).
- Václav Obr svážel torza historických kočárů z celé České republiky nejdříve na zámek v Plumlově, kde měl v kamenné stodole svoji první skromnou restaurátorskou dílnu, ve které setrval 10 let. Kočáry na plumlovském zámku začal vystavovat od roku 2000.
- Souběžně s Plumlovem působil také 6 let na zámku v Náměšti na Hané, kde historické kočáry rovněž vystavoval a pořádal akce pro veřejnost.
- Svou myšlenku na stavbu muzea veřejně prezentoval v roce 2000, kdy také začal žádat starosty měst a obcí v regionu o pomoc při snaze o vybudování muzea. Pro nedostatek kapitálu však nenašel potřebnou podporu.
- Obrat nastal na podzim roku 2005, kdy jej kontaktoval starosta Čech pod Kosířem Zdeněk Mader a představil mu návrh možné spolupráce zahrnující poskytnutí pozemku za příhodných podmínek. Jednalo se o vzácné místo, kde kdysi stávala továrna Raymonda Smekala, který zde od roku 1820 stavěl hasičské stříkačky a hospodářské stroje.
- Muzeum kočárů se budovalo ve třech etapách celkem 15 let. Dne 17. listopadu 2006 proběhlo posvěcení základního kamene knězem Januszem Lomzikem. O rok později byl již v zastřešené hrubé stavbě posvěcen děkanem Janem Machem nově restaurovaný smuteční kočár.
- Dne 11. července 2009 kancléř olomouckého arcibiskupství Antonín Basler posvětil dokončené jednopatrové muzeum, které se otevřelo pro svoje první návštěvníky. Tehdy bylo v muzeu 38 kočárů.[1]
- Dne 28. září 2012 byl slavnostně otevřen depozitář muzea postavený z pálených cihel v rámci druhé etapy pro největší smuteční kočár všech dob.
- V roce 2015 muzejní sbírka zahrnovala přes sedmdesát kočárů různých typů, velikostí, včetně historických saní.[2]
- V roce 2016 byla zahájena třetí etapa výstavby muzea spočívající v rozšíření o jedno patro, která byla dokončena v roce 2021.
- V roce 2022 sbírka čítala téměř stovku exponátů: kočárů, sání i dětských sáněk.

## Exponáty
V muzeu jsou vystaveny zejména kočáry českých stavitelů, ale i zahraničního původu (např. z Francie či USA). K vidění jsou zde cestovní a poštovní kočáry, lovecké bryčky, venkovské žebřiňáky, elegantní výletní kočáry i unikátní sbírka velmi zdobných ceremoniálních kočárů v minulosti využívaných při slavnostních příležitostech či na poslední cestu význačných osobností. Kromě kočárů jsou v muzeu umístěny i saně a rozsáhlá sbírka postrojů, luceren a archivních dokumentů. Řada kočárů je pojízdných a plně funkčních, proto jsou příležitostně využívány k veřejným (např. akce Josefkol – sraz mistrů řemesla kolářského a kočárnického) i soukromým účelům (svatby a pohřby) a některé i k natáčení pořadů a filmů (např. Amadeus, Svatba upírů, Císařovna Sissi, Faust, Ludvík II. Bavorský).
K pozoruhodným exponátům muzea patří:

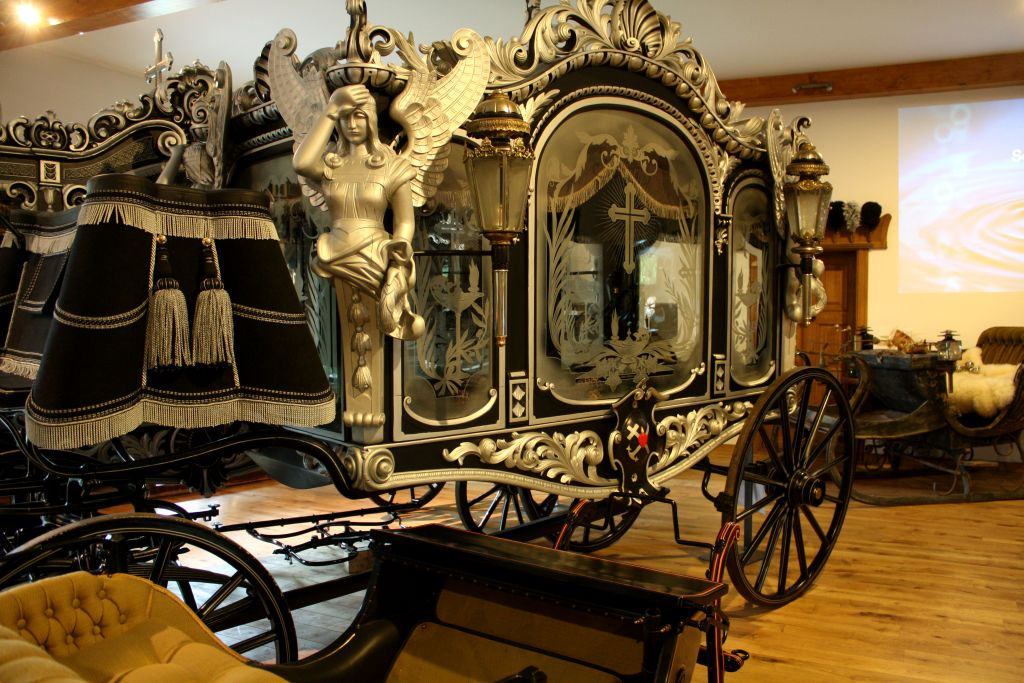
Smuteční kočár stavitele Johanna Schöppela

- Smuteční kočár stavitele Johanna SchöppelaSmuteční kočár kováře Johanna Schöppla z Prahy, dvorního dodavatele císařských kočárů (císař František Josef I. udělil právo vyrábět kočáry i pro vídeňský dvůr). Kočár o váze přes 1200 kilogramů s délkou téměř 4,5 m a výškou 3,3 m vznikl v rozmezí let 1895 až 1900. Kočár je bohatě zdoben dřevořezbami, má propracovaná leptaná a pískovaná skla a v každém rohu karoserie velkou lucernu.Zlatá karosa

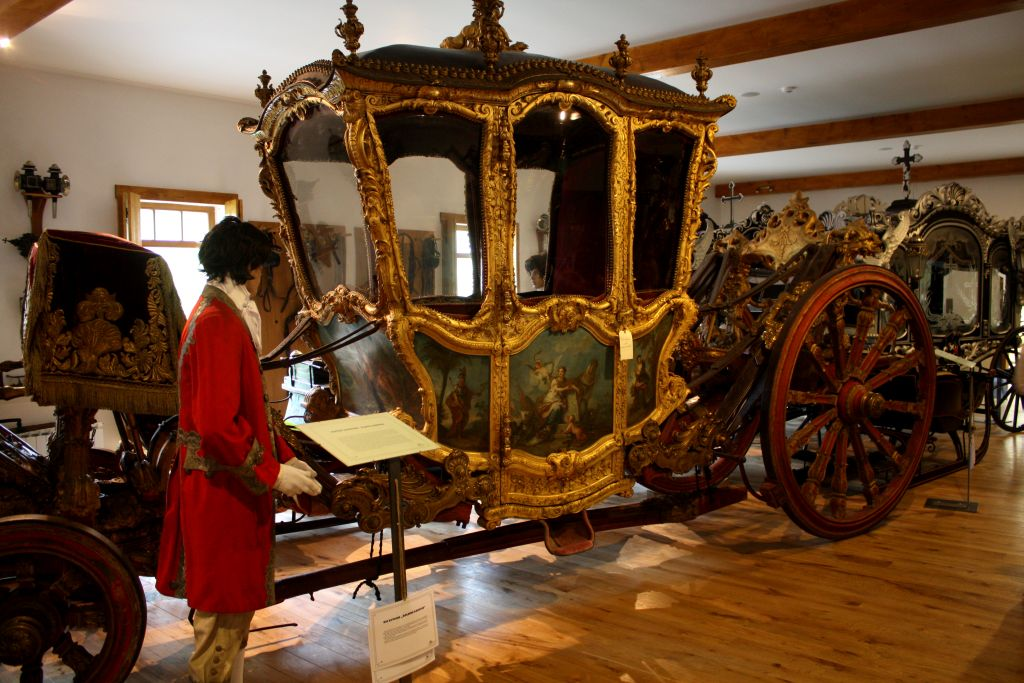
Zlatá karosa

- Kočár Landschützer (jednoduchý lovecký vůz) vyrobený Ignácem Žárským z Olomouce.
- Saně vis-à-vis vyrobené kočárníkem Františkem Komárkem roku 1900 v Ivanovicích na Hané.
- Hraběcí kočár rodiny Silva-Tarouca ze zámku v Čechách pod Kosířem.
- Lovecký kočár arcivévody Karla z roku 1909 od firmy J. Weigel z Brandýsa nad Labem.[5]
- Zlatá karosa z roku 1750 vyrobená v pařížské královské manufaktuře.[6] Je nejstarším exponátem muzea. Ferdinand Julius Troyer tímto kočárem slavnostně přijel do Olomouce po uvedení do úřadu arcibiskupa.
- Cestovní kočár Landauer s nákladem kufrů na střeše postavený Janem Vodičkou v Praze na Václavském náměstí.

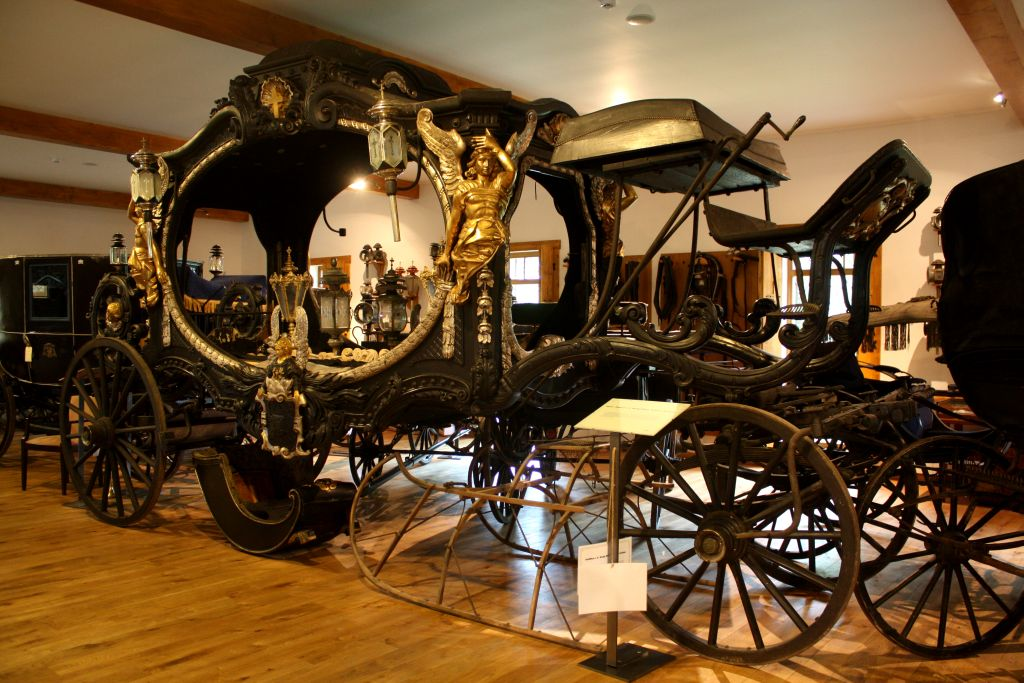
Smuteční kočár stavitele Brožíka

- Smuteční kočár stavitele BrožíkaPohřební vůz od stavitele kočárů a karosáře Václava Brožíka z Plzně postavený kolem roku 1900. Jde o největší kočár na světě[7][8] – dlouhý sedm metrů, vysoký čtyři metry, vážící tři tuny. Vůz je zdobený plátkovým stříbrem a zlatem. Podle dochované dokumentace byly tyto kočáry vyrobeny celkem čtyři, tento jediný se však zachoval. Zvláštností je, že tento kočár byl už ve své době elektrifikován. Lucerny provázející svým světlem nebožtíka na poslední cestě svítily díky baterii důmyslně ukryté ve voze (rozvody provedl František Křižík).[4]

## Návštěvnost
Muzeum se nachází v turisticky zajímavé lokalitě v blízkosti zámku Čechy pod Kosířem a vrchu Velký Kosíř, kde je umístěna rozhledna. V těsném sousedství muzea stojí Hasičské muzeum.
V roce 2021 muzeum kočárů navštívilo 2494 registrovaných návštěvníků.